# متیو گاس
متیو گاس (اسپانیایی: Matthew Goss‎؛ زادهٔ ۵ نوامبر ۱۹۸۶) دوچرخه‌سوار اهل استرالیا است.
از باشگاه‌هایی که در آن رکاب زده‌است می‌توان به تیم تینکوف، اچ‌تی‌سی-هایرود، تیم اوریکا–اسکات، تیم دایمنشن دیتا، و تیم دوچرخه‌سواری وان اشاره کرد.
وی در مسابقات کشوری و بین‌المللی در مجموع برندهٔ ۱ مدال طلا، ۲ مدال نقره شده‌است.